# Nanhai
Nanhai léase Nan-Jái (en chino simplificado, 南海区; pinyin, Nánhǎi qū "mar Sur", en cantonés, Namhoi ) es una ciudad-distrito bajo la administración directa de la Ciudad-prefectura de Foshan. Se ubica al oeste de la Isla Shamian en la Provincia de Cantón, República Popular China. Su área es de 1074 km² y su población para 2010 fue de 2,13 millones.
El código postal es el 528200 y el de área 757.

## Administración
Desde el año 2013 el distrito de Nanhai se divide en 7 pueblos que se administran en 1 subdistrito y 6 poblados.
| Nombre               | Chino    | Pinyin          |
| -------------------- | -------- | --------------- |
| Subdistrito Guicheng | 桂城街道 | Guìchéng Jiēdào |
| Poblado Lishui       | 里水镇   | Lǐshuǐ Zhèn     |
| Poblado Jiujiang     | 九江镇   | Jiǔjiāng Zhèn   |
| Poblado Danzao       | 丹灶镇   | Dānzào Zhèn     |
| Poblado Dali         | 大沥镇   | Dàlì Zhèn       |
| Poblado Shishan      | 狮山镇   | Shīshān Zhèn    |
| Poblado Xiqiao       | 西樵镇   | Xiqiáo Zhèn     |

## Historia
La ciudad fue fundada en 1271 por dos hermanos que llevaban los huesos de sus padres. Ellos huían hacia el sur de los mongoles en una balsa de bambú cuando una violenta tormenta estalló y naufragaron. Los hermanos se establecieron allí y la posición de los restos del naufragio es conmemorado por un santuario. Esta área fue nombrada Punto Raft Roto.

## Clima
Debido a su posición geográfica,los patrones climáticos en la siguiente tabla son los mismos de Cantón.
| Parámetros climáticos promedio de Nanhai (1971–2000) | Parámetros climáticos promedio de Nanhai (1971–2000) | Parámetros climáticos promedio de Nanhai (1971–2000) | Parámetros climáticos promedio de Nanhai (1971–2000) | Parámetros climáticos promedio de Nanhai (1971–2000) | Parámetros climáticos promedio de Nanhai (1971–2000) | Parámetros climáticos promedio de Nanhai (1971–2000) | Parámetros climáticos promedio de Nanhai (1971–2000) | Parámetros climáticos promedio de Nanhai (1971–2000) | Parámetros climáticos promedio de Nanhai (1971–2000) | Parámetros climáticos promedio de Nanhai (1971–2000) | Parámetros climáticos promedio de Nanhai (1971–2000) | Parámetros climáticos promedio de Nanhai (1971–2000) | Parámetros climáticos promedio de Nanhai (1971–2000) |
| Mes                                                  | Ene.                                                 | Feb.                                                 | Mar.                                                 | Abr.                                                 | May.                                                 | Jun.                                                 | Jul.                                                 | Ago.                                                 | Sep.                                                 | Oct.                                                 | Nov.                                                 | Dic.                                                 | Anual                                                |
| ---------------------------------------------------- | ---------------------------------------------------- | ---------------------------------------------------- | ---------------------------------------------------- | ---------------------------------------------------- | ---------------------------------------------------- | ---------------------------------------------------- | ---------------------------------------------------- | ---------------------------------------------------- | ---------------------------------------------------- | ---------------------------------------------------- | ---------------------------------------------------- | ---------------------------------------------------- | ---------------------------------------------------- |
| Temp. máx. media (°C)                                | 18.3                                                 | 18.5                                                 | 21.6                                                 | 25.7                                                 | 29.3                                                 | 31.5                                                 | 32.8                                                 | 32.7                                                 | 31.5                                                 | 28.8                                                 | 24.5                                                 | 20.6                                                 | 26.3                                                 |
| Temp. mín. media (°C)                                | 10.3                                                 | 11.7                                                 | 15.2                                                 | 19.5                                                 | 22.7                                                 | 24.8                                                 | 25.5                                                 | 25.4                                                 | 24.0                                                 | 20.8                                                 | 15.9                                                 | 11.5                                                 | 18.9                                                 |
| Lluvias (mm)                                         | 40.9                                                 | 69.4                                                 | 84.7                                                 | 201.2                                                | 283.7                                                | 276.2                                                | 232.5                                                | 227.0                                                | 166.2                                                | 87.3                                                 | 35.4                                                 | 31.6                                                 | 1736.1                                               |
| Días de lluvias (≥ 0.1 mm)                           | 7.5                                                  | 11.2                                                 | 15.0                                                 | 16.3                                                 | 18.3                                                 | 18.2                                                 | 15.9                                                 | 16.8                                                 | 12.5                                                 | 7.1                                                  | 5.5                                                  | 4.9                                                  | 149.2                                                |
| Horas de sol                                         | 118.5                                                | 71.6                                                 | 62.4                                                 | 65.1                                                 | 104.0                                                | 140.2                                                | 202.0                                                | 173.5                                                | 170.2                                                | 181.8                                                | 172.7                                                | 166.0                                                | 1628.0                                               |
| Humedad relativa (%)                                 | 72                                                   | 78                                                   | 82                                                   | 84                                                   | 84                                                   | 84                                                   | 82                                                   | 82                                                   | 78                                                   | 72                                                   | 66                                                   | 66                                                   | 77.5                                                 |
| Fuente: China Meteorological Administration          |                                                      |                                                      |                                                      |                                                      |                                                      |                                                      |                                                      |                                                      |                                                      |                                                      |                                                      |                                                      |                                                      |